# NGC 4218
NGC 4218 је спирална галаксија у сазвежђу Ловачки пси која се налази на NGC листи објеката дубоког неба.
Деклинација објекта је + 48° 7' 54" а ректасцензија 12h 15m 46,0s. Привидна величина (магнитуда) објекта NGC 4218 износи 12,5 а фотографска магнитуда 13,4. Налази се на удаљености од 25,3000 милиона парсека од Сунца. NGC 4218 је још познат и под ознакама UGC 7283, MCG 8-22-88, CGCG 243-54, IRAS 12132+4824, ARAK 353, HARO 28, PGC 39237.